# Гофіо

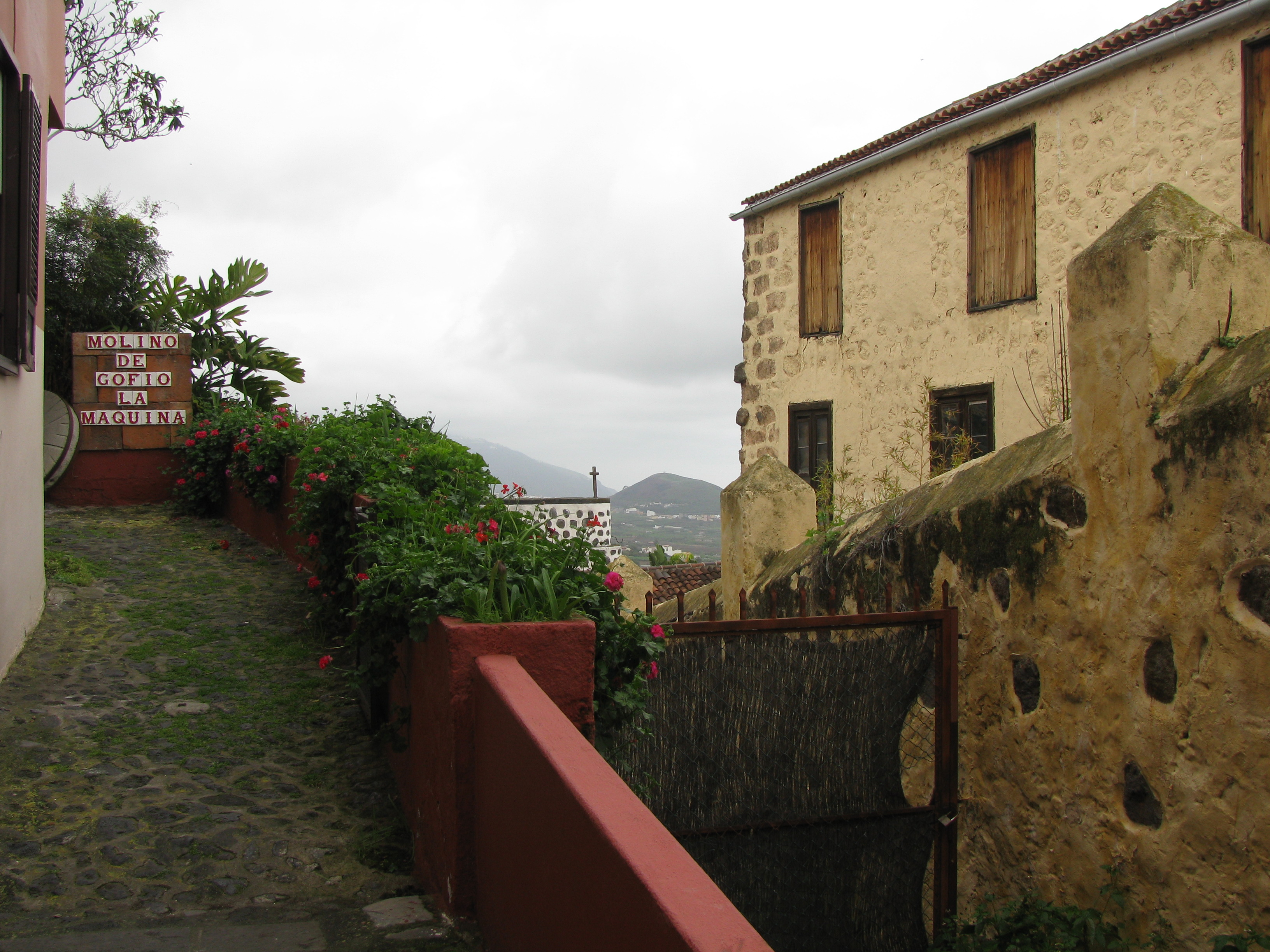
Млин Гофіо, Оротава, Тенерифе

Гофіо — національна страва Канарських островів. Являє собою борошно зі смажених зерен (зазвичай пшениці або певних сортів кукурудзи) або з інших рослин, що містять крохмаль (квасолі або, згідно історичної традиції, коріння папороті). Деякі сорти гофіо містять невеликий відсоток солі. Гофіо був важливим інгредієнтом в канарській кухні протягом довгого часу, і канарські емігранти поширювали його використання в Карибському регіоні (Куба, Домініканська Республіка, Пуерто-Рико та Венесуела) і в Південній Америці (Аргентина, Уругвай та Чилі) 
Гофіо, як вважають, був основним продуктом в раціоні гуанчів - корінних мешканців Канарських островів, які готували його з ячменю і кореневищ деяких видів папоротей (орляка та ін.). Гофіо з папоротей виробляли аж до XX століття, особливо під час голоду . Назва «гофіо» походить від назви цього продукту в мові аборигенів з острова Гран-Канарія, а на сусідньому Тенерифе гофіо був відомий як «ахора». Серед берберів Північної Африки (від яких імовірно походять гуанчі) підсмажене ячмінне борошно, схоже в застосуванні з гофіо, називають «аркуль». В Марокко тости борошна також змішуються з мигдалевим тістом, медом, аргановою олією, анісом, фенхелем , насінням кунжуту - з усього цього робиться «Sellou» (також званий «Zamita» або «Slilou» в деяких регіонах). Солодка паста відома своїм тривалим терміном зберігання і високою поживною цінністю. Борошно з підсмаженого зерна також відоме в кухні інших народів світу, наприклад, тибетська цампа, а також толокно. Обсмаження зерна знищує цвіль і токсини та сприяє поліпшенню смаку.
Гофіо був одним з продуктів екіпажу «Ра-II» Тура Геєрдала, коли він намагався перетнути Атлантику на борту папірусного корабля, за допомогою Канарської течії в 1970 році.
Гофіо на Канарських островах в даний час виробляється із зернових декількох типів, до яких належать не тільки кукурудза і пшениця, але і жито, ячмінь тощо. На Фуертевентурі гофіо готують з бобів нуту і люпину.
Як компонент гофіо іноді додають в супи, соуси, морозиво. Термін зберігання гофіо вельми тривалий. Після Іспанської громадянської війни гофіо (іноді змішуваний з водою, цукром, молоком) знову став на довгий час основним продуктом на Канарських островах.